# Maardu FC Starbunker
El Maardu Linnameeskond es un equipo de fútbol de Estonia que milita en la II liiga, la quinta liga de fútbol en importancia del país.

## Historia
Fue fundado en el año 1997 en la localidad de Maardu en el Condado de Harju con el nombre Maardu Linnameeskond hasta que en el año 2012 lo cambiaron por el actual luego de ser incluidos en la nueva tercera división (Esiliiga B).
El club ganó el título de la tercera categoría en la temporada 2015, por lo que ascendieron a la Esiliiga para la temporada 2016.

## Palmarés
- Esiliiga: 2

2018, 2021
- Esiliiga B: 1

2015
- II Liiga: 1

2013
- III Liiga: 1

2011